# 자우메 코예트세라
자우메 코예트세라(카탈루냐어: Jaume Collet-Serra, 1974년 3월 23일~)는 스페인의 영화 감독이다.

## 작품 목록
- 하우스 오브 왁스(2005)
- 골2(2007)
- 오펀: 천사의 비밀(2009)
- 언노운(2011)
- 논스톱(2013)
- 언더 워터(2016)
- 정글 크루즈(2021)
- 블랙 아담(2022)
- 캐리온(2024)
- 더 우먼 인 더 야드(2025)